# Fudbalski savez Srbije i Crne Gore
Der Fudbalski savez Srbije i Crne Gore (FSSCG; kyrillisch Фудбалски Савез Србије и Црне Горе, ФССЦГ; deutsch: Fußballverband Serbiens und Montenegros) war von 1992 bis 2006 der offizielle Fußballverband in Serbien und Montenegro bis zur Länderspaltung. Bis 2003 war es der Fußballverband der Bundesrepublik Jugoslawien.
Der FSSCG hatte seinen Sitz in der Hauptstadt Belgrad. Gegründet wurde der Verband im Jahre 1919. Seit 1921 ist der Verband FIFA-Mitglied und gehört seit 1954 zur UEFA. Letzter Präsident war Tomislav Karadžić.
Der Verband organisierte die Prva Savezna Liga, alle unteren Ligen und die serbisch-montenegrinische Fußballnationalmannschaft.